# Кокран, Боб
Ро́берт Брюс Ко́кран (англ. Robert Bruce Cochran; род. 11 декабря 1951, Клермонт) — американский горнолыжник, специалист по слалому и скоростному спуску. Выступал за сборную США по горнолыжному спорту в 1970—1981 годах, победитель и призёр этапов Кубка мира, многократный чемпион американских национальных первенств, участник чемпионата мира в Санкт-Морице и зимних Олимпийских игр в Саппоро.

## Биография
Боб Кокран родился 11 декабря 1951 года в городе Клермонт штата Нью-Гэмпшир, США. Рос в большой спортивной семье, с 1961 года владевшей горнолыжным курортом в Ричмонде. Проходил подготовку под руководством своего отца Микки Кокрана, тренировался вместе с сёстрами Мэрилин, Барбарой и Линди, которые впоследствии тоже добились большого успеха в горнолыжном спорте, в частности Барбара является олимпийской чемпионкой в слаломе.
В 1970 году вошёл в основной состав американской национальной сборной и дебютировал в Кубке мира, на нескольких этапах попал в десятку сильнейших в слаломе и скоростном спуске, тогда как в общем зачёте по итогам сезона занял 33 место.
В 1971 году одержал победу в зачёте национального первенства США в скоростном спуске, слаломе и комбинации.
Впервые поднялся на пьедестал почёта Кубка мира в 1972 году, выиграв бронзовую медаль в слаломе на этапе в швейцарском Венгене. Благодаря череде удачных выступлений удостоился права защищать честь страны на зимних Олимпийских играх в Саппоро — показал здесь восьмой результат в скоростном спуске, семнадцатый результат в гигантском слаломе, в то время как в слаломе обычном результата не показал, был дисквалифицирован в первой попытке.
Наиболее успешным сезоном в его спортивной карьере оказался сезон 1973 года, когда он трижды поднимался на пьедестал почёта Кубка мира, в том числе одержал победу в гигантском слаломе на домашнем этапе в Хэвенли-Вэлли. Также на одном из этапов занял первое место в комбинации, хотя тогда эта дисциплина ещё не была официальной.
В 1974 году побывал на чемпионате мира в Санкт-Морице, где занял четырнадцатое место в программе скоростного спуска.
Изучал медицину в Вермонтском университете и одновременно представлял университетскую горнолыжную команду Vermont Catamounts из Берлингтона. В 1981 году благополучно окончил это учебное заведение, после чего работал семейным врачом в Кине.
За выдающиеся спортивные достижения в 2010 году был введён в Национальный зал славы лыжного спорта.
Его сын Джимми (род. 1981) тоже стал достаточно известным горнолыжником, участвовал в двух зимних Олимпийских играх.